# Anja Adler
Anja Adler (* 14. April 1989 in Halle/Saale) ist eine deutsche Geologin und Parakanutin. Sie trat bei den Sommer-Paralympics 2020 und 2024 für Deutschland an. Sie war bei einem Sturz in einer Höhle schwer verletzt worden und auf einen Rollstuhl angewiesen (Behinderungsart: inkomplette Querschnittlähmung).

## Karriere
Adler trat für Deutschland bei den Sommer-Paralympics 2024 in der Kategorie Frauen KL2 an und gewann eine Bronzemedaille. Für den Gewinn dieser Bronzemedaille wurde sie am 4. November 2024 vom Bundespräsidenten mit dem Silbernen Lorbeerblatt ausgezeichnet.